# Black Rhinos FC
El Black Rhinos FC es un equipo de fútbol de Zimbabue que juega en la Liga Premier de Zimbabue, la liga de fútbol más importante del país.

## Historia
Fue fundado en 1983 en la capital Harare, conocidos con el sobrenombre Chipembere lograron ganar su único campeonato de liga en el año 1984, su primera temporada de la Liga Premier de Zimbabue.
La mala fortuna y el retiro de sus mejores jugadores hicieron que el equipo fuera como un yo-yo, bajando y subiendo de categoría. Ganaron el título de la División 1 Norte en 1997, pero 12 años después descendieron y retornaron a la máxima categoría para la temporada 2013.

## Palmarés
- Liga Premier de Zimbabue: 1

1984
- División 1 Norte: 1

1997

## Participación en competiciones de la CAF
| Temporada | Torneo                            | Ronda            | Club                 | Casa | Visita | Global  |
| --------- | --------------------------------- | ---------------- | -------------------- | ---- | ------ | ------- |
| 1985      | Copa Africana de Clubes Campeones | 1                | Mbabane Highlanders  | 1-0  | 3-1    | 4-1     |
| 1985      | Copa Africana de Clubes Campeones | 2                | Power Dynamos FC     | 2-0  | 1-1    | 3-1     |
| 1985      | Copa Africana de Clubes Campeones | Cuartos de final | US Gorée             | 2-0  | 0-3    | 2-3     |
| 1988      | Copa Africana de Clubes Campeones | 1                | Sunrise Flacq United | 2-2  | 1-2    | 3-4     |
| 2003      | Copa CAF                          | 1                | Maxaquene            | 0-0  | 1-1    | 1-1 (a) |
| 2003      | Copa CAF                          | 2                | SC Kiyovu Sport      | 2-0  | 0-1    | 2-1     |
| 2003      | Copa CAF                          | Cuartos de final | Raja Casablanca      | 1-1  | 1-5    | 2-6     |

## Entrenadores
- Shepherd Murape (1983-1985)
- Keagan Mumba (2003-2004)
- Nesbert Saruchera (2013)
- Arthur Tutani (2013-2014)
- Stanford Mutizwa (2014-2018)
- Herbert Maruwa  (2019-2022)
- Stanford Mutizwa (2022-2023)
- Saul Chaminuka  (2023-presente)